# Barit
Barit, kemijska formula BaSO4, je glavni in najpogostejši barijev mineral. Lahko je različno obarvan običajno pa je brezbarven ali bel. Ne razstaplja se v vodi in kislinah. Specifična teža je 4.5 g-cm3, trdota 3- 3.5. Uporablja se v industriji keramike, gumarski industriji, in proizvodnji eksploziva.